# Cartallum thoracicum
Cartallum thoracicum là một loài bọ cánh cứng trong họ Cerambycidae.